# Rigo Star
Ne doit pas être confondu avec Ringo Starr.
Rigo Star, de son vrai nom Rigobert Bamundele Ifoli, né le 28 août 1955 à Léopoldville et mort le 26 octobre 2023 à Montivilliers,, est un guitariste, auteur-compositeur et arrangeur congolais.

## Biographie

### Carrière
Rigo Star a joué avec plusieurs grands groupes de soukous et de musique du monde, dont Viva La Musica de Papa Wemba, Anti-Choc de Bozi Boziana, Kanda Bongo Man, Loketo, Koffi Olomide, Kelele, Kékélé et Paul Simon, et Fally Ipupa dans son album de 2009.
Son nom est associé à la chanteuse congolaise M'bilia Bel, avec qui il a collaboré au long des années 1990. Il a sorti quelques œuvres solo, dont l'album de 1998 Attention ! avec Sam Mangwana au chant.

## Discographie

### Carrière Solo
- Got the Feeling (1997)[6],
- Attention! (1998)[7],
- Ne refuse pas (1985)[8]

### Avec M'bilia Bel
- Phénomène (1988),
- Désolé (1991), Ironie (1993)

### Avec Koffi Olomide
- Aï aï aï, la bombe éclate (1987)[9]
- Henriquet (1988),
- Elle et Moi (1989),
- Les Prisonniers Dorment (1990),
- Attentat (1999),

### Avec Anti-Choc de Bozi Boziana
- Coup Monté (1992),
- Pere Noel Confiance (1995)

### Avec Paul Simon
- The Rhythm of the Saints (1990)